# François Pervis
François Pervis, né le 16 octobre 1984 à Château-Gontier, est un cycliste sur piste français spécialisé dans les épreuves du sprint et en particulier du kilomètre. Il est originaire de Villiers-Charlemagne, village situé dans la Mayenne. Il compte sept titres de champion du monde sur piste (quatre sur le kilomètre, deux sur le keirin et un sur la vitesse individuelle) et au total dix-sept médailles mondiales. Il compte également une médaille de bronze aux Jeux olympiques de 2016 et aux Jeux paralympiques de 2020.
Il détient le record du monde du kilomètre (56 s 303) pendant 10 ans, de 2013 à 2023, avant d'être battu par Jeffrey Hoogland.

## Biographie

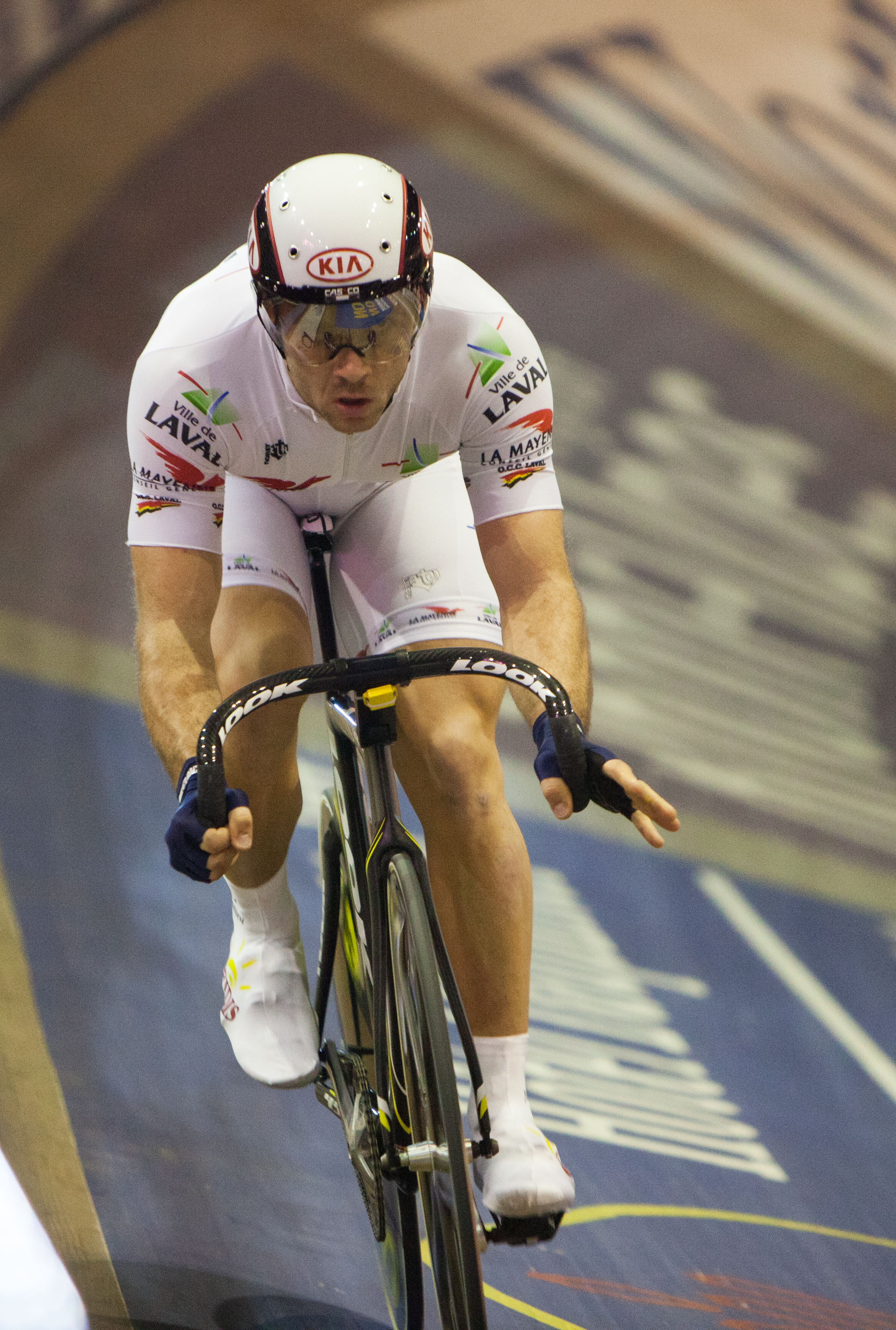
Pervis à Grenoble en 2011

Né à Château-Gontier, en Mayenne, Pervis rejoint son premier club de cyclisme, le Véloce Club de Château-Gontier, en 1996. Il s'essaye à toutes les disciplines : la route, le VTT, le cyclo-cross et la piste dans les catégories de jeune. 
À ses débuts chez les juniors (17-18 ans), il choisit de se concentrer uniquement sur les courses sur piste. Dans cette catégorie, il s'illustre dès sa première année en devenant champion d'Europe et vice-champion du monde de vitesse par équipes (avec Mathieu Mandard et Mickaël Murat). En 2002, l'année suivante, il prend sa revanche et remporte le titre mondial de vitesse par équipes juniors, associé cette fois à Grégory Baugé et Mickaël Murat. Sur ces championnats, il s'adjuge deux autres médailles, l'argent sur le kilomètre et le bronze en vitesse individuelle. En juillet, aux championnats d'Europe juniors de Büttgen, il remporte trois nouvelles médailles, dont le titre sur le kilomètre.
En mars 2003, il remporte sa première manche de Coupe du monde, la vitesse par équipes à Aguascalientes. En 2003 et 2004, il s'octroie à deux reprises le championnat d'Europe de vitesse par équipes espoirs. 
À la fin de 2003, il rejoint le club OCC Laval et son copain Romain Omasson, coureur dans ce club et futur président du Fan Club François Pervis. À la fin de 2009, à la suite de la fusion des clubs cyclistes lavallois, son club devient Laval Cyclisme 53, club qu'il n'a jamais quitté depuis.
En 2004, il complète sa collection avec le titre de champion d'Europe du kilomètre espoirs. Ses bonnes performances lui valent d'être sélectionné pour les Jeux olympiques d'été de 2004, à Athènes, où il termine sixième du kilomètre à 20 ans.
En 2005, Pervis gagne son premier titre de champion de France chez les élites, il remporte le kilomètre, et termine deuxième de la vitesse individuelle espoirs.

Pervis défend avec succès son titre de champion de France du kilomètre en 2006, il s'adjuge également le titre en vitesse individuelle espoirs et termine deuxième de la vitesse par équipes. Il monte sur plusieurs podiums sur les épreuves de Coupe du monde à Los Angeles et Sydney, ainsi que deux médailles d'argent lors du kilomètre et de la vitesse par équipes aux championnats d'Europe espoirs. L'année 2006 est également l'occasion pour lui de monter pour la première fois sur le podium d'un championnat du monde chez les élites. Il prend la médaille de bronze sur son épreuve fétiche du kilomètre.
En 2007, il est pour la troisième année consécutive champion de France du kilomètre, en battant Didier Henriette. Il prend également la médaille de bronze du keirin. Il remporte la médaille d'argent du kilomètre lors des championnats du monde 2007 (derrière Chris Hoy) et remporte plusieurs médailles lors des Coupes du monde de Los Angeles, Manchester et Pékin. 
En 2009, il rejoint la section piste de l'équipe Cofidis. Entre 2008 et 2011, il accroche quatre nouveaux podiums aux championnats du monde, soit trois médailles de bronze sur le kilomètre et une d'argent sur le keirin. 
En 2013, dans l'épreuve du kilomètre des championnats du monde à Minsk, il remporte enfin l'or en 1 min 0 s 221. Dans cette même édition, il remporte deux médailles de bronze, sur la vitesse par équipes (avec Julien Palma et Michaël D'Almeida) et sur la vitesse individuelle. Il termine septième du tournoi de keirin après avoir été disqualifié en demi-finale, alors qu'il faisait partie des favoris.
Le 6 décembre 2013, lors de la deuxième manche de la Coupe du monde qui se déroule à Aguascalientes au Mexique, il bat le record du monde du 200 mètres lancé, en 9 s 347. Le lendemain, il pulvérise le record du monde du kilomètre, départ arrêté, en 56 s 303 soit plus de deux secondes de mieux que son prédécesseur Arnaud Tournant. 
Il participe aux championnats du monde 2014 de Cali avec l'ambition de remporter trois médailles sur les trois épreuves où il est engagé. Sa réussite est totale, il réalise, en effet, un triplé inédit lors des trois épreuves individuelles du sprint et devient triple champion du monde du keirin, du kilomètre et de vitesse individuelle et ne perd aucune des manches dans lesquelles il est engagé. Par la suite, il participe à des courses de keirin au Japon, puis il devient champion de France du keirin et du kilomètre. Il fait l'impasse sur les championnats d'Europe disputés en Guadeloupe. Malgré ses trois titres mondiaux, en fin de saison, il termine troisième du Vélo d'or français derrière Jean-Christophe Péraud et Pauline Ferrand-Prévot, alors qu'il pensait recevoir la distinction.
En début d'année 2015, il rejoint l'équipe de l'Armée de Terre avec le statut militaire. En préparation pour les mondiaux disputés en France, où il défendra ses trois titres, il est victime d'une lourde chute lors du tournoi de keirin de la dernière manche de la Coupe du monde à Cali. Aux mondiaux, à domicile, il participe à la domination des sprinteurs français en conservant ses titres du keirin et du kilomètre. Il est éliminé en quart de finale du tournoi de vitesse par son compatriote et futur vainqueur Grégory Baugé.
Aux mondiaux 2016, à cinq mois des Jeux olympiques, perturbé par des problèmes personnels, il passe à côté de ces championnats. Aligné en keirin et en vitesse, il est rapidement éliminé des deux compétitions. Il parvient cependant à décrocher sa sélection aux Jeux de Rio 2016. Il y obtient le bronze en vitesse par équipes (avec Grégory Baugé et Michaël D'Almeida) sa première médaille olympique. Il termine ensuite 11e du keirin et 16e de la vitesse individuelle.
En 2017, il est champion du monde et de France du kilomètre à Hong Kong. Il obtient également la médaille de bronze aux mondiaux en vitesse par équipes en 2017 et 2018, portant son total personnel à sept titres de champion du monde, deux médailles d'argent et huit de bronze. Pendant l'année 2018, il décide de s'entraîner pour devenir le démarreur de l'équipe de France de vitesse par équipes et décroche l'argent aux championnats d'Europe. Ne réalisant pas des temps suffisant, il annonce en janvier 2019 vouloir se recentrer sur les sprints longs et viser une sélection aux Jeux olympiques en deuxième troisième relayeur et en keirin. Malheureusement François n'est pas écouté, malgré des performances retrouvées et il est même écarté de l'équipe de France ce qui le condamne à ne plus pouvoir disputer des épreuves au niveau mondial. Engagé aux championnats de France de cyclisme sur piste 2019, il obtient pourtant la médaille de bronze du kilomètre derrière Quentin Lafargue et Michael D'Almeida. En décembre 2019, Christophe Manin (le directeur technique national) annonce qu'en raison de la concurrence, il ne fait pas partie de la sélection pour les Jeux olympiques de Tokyo. De ce fait, il annonce en mars 2020 vouloir devenir champion paralympique à Tokyo, en tandem avec Raphaël Beaugillet sur le kilomètre. Le duo n'atteint pas cet objectif mais remporte néanmoins la médaille de bronze, faisant de Pervis le troisième athlète à être à la fois médaillé olympique et paralympique. Il met à terme à sa carrière à l'issue de ces Jeux. En août 2021, un documentaire, « La Boucle-François Pervis », retrace sa carrière.
Le 17 septembre 2022, il bat un record du monde de vitesse vieux de plus de 30 ans en atteignant 112,47 km/h sur quatre kilomètres sur un vélo couché dans le désert du Nevada. Le lendemain, il tente de battre le record de vitesse sur un vélo couché caréné de 144,17 km/h établi par Todd Reichert, mais fait une chute due à l'éclatement d'un pneu. Il s'en sort avec des poumons blessés et un enfoncement d'une vertèbre cervicale,.
Le 14 septembre 2023, toujours à  Battle Mountain, dans le désert du Nevada, il améliore le record d'Europe de vitesse à vélo couché et caréné avec 139,03 km/h.
En octobre 2023, il est engagé et devient marin sur le défi français Orient Express Racing Team dans le cadre de la Coupe de l'America 2024.

## Autres activités
Il est consultant pour France Télévisions lors des mondiaux sur piste 2020 et 2021. Il joue le même rôle aux Jeux olympiques de Tokyo disputés en août 2021.
Le 30 avril 2022, il inaugure le vélodrome de Laval, élément du complexe Espace Mayenne sous le nom officiel de Vélodrome François Pervis,.

## Palmarès

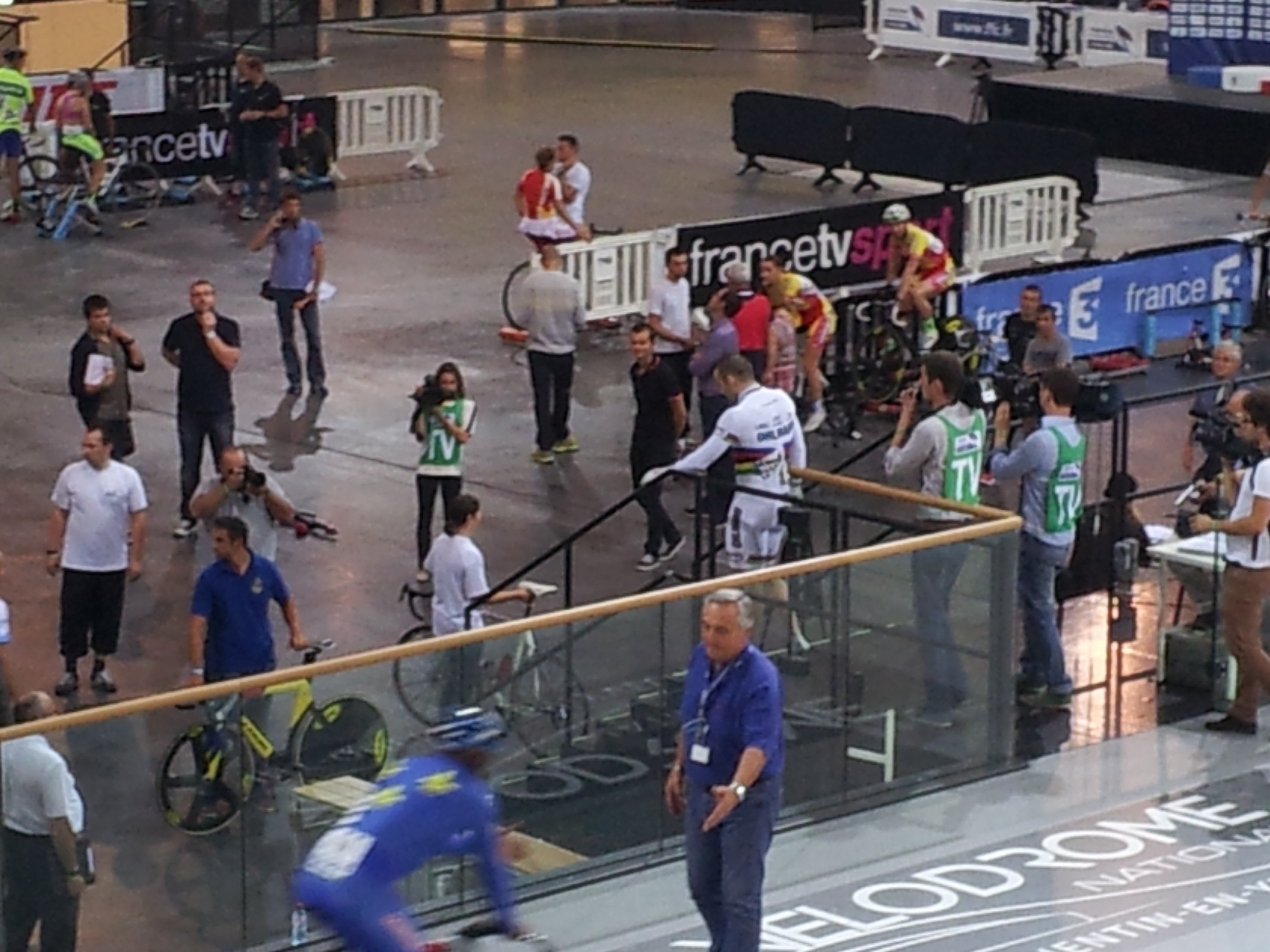
François Pervis, ici aux championnats de France 2014, avec son maillot de champion du monde.

### Jeux olympiques
- Athènes 2004
  - 6e du kilomètre
- Rio 2016
  -  Médaillé de bronze de la vitesse par équipes (avec Grégory Baugé et Michaël D'Almeida)
  - 11e du keirin
  - 16e de la vitesse individuelle

### Jeux paralympiques
- Tokyo 2020
  -  Médaillé de bronze du kilomètre catégorie B (pilote de Raphaël Beaugillet)

### Championnats du monde
| Édition / Épreuve              | Kilomètre | Keirin | Vitesse individuelle | Vitesse par équipes                      |
| 2001 (juniors)                 |           |        |                      | Argent                                   |
| 2002 (juniors)                 | Argent    |        | Bronze               | Or (avec Grégory Baugé et Mickaël Murat) |
| Melbourne 2004                 | 10e       |        |                      |                                          |
| Los Angeles 2005               | 7e        |        |                      |                                          |
| Bordeaux 2006                  | Bronze    |        |                      |                                          |
| Palma 2007                     | Argent    |        |                      |                                          |
| Manchester 2008                | Bronze    |        | 9e                   |                                          |
| Pruszkow 2009                  | 13e       | Argent |                      |                                          |
| Ballerup 2010                  | Bronze    | 5e     | 7e                   |                                          |
| Apeldoorn 2011                 | Bronze    | 12e    |                      |                                          |
| Melbourne 2012                 | 4e        | 19e    |                      |                                          |
| Minsk 2013                     | Or        | 7e     | Bronze               | Bronze                                   |
| Cali 2014                      | Or        | Or     | Or                   |                                          |
| Saint-Quentin-en-Yvelines 2015 | Or        | Or     | 7e                   |                                          |
| Londres 2016                   |           | 12e    | 22e                  |                                          |
| Hong Kong 2017                 | Or        | 10e    | 13e                  | Bronze                                   |
| Apeldoorn 2018                 | 10e       | 19e    |                      | Bronze                                   |

### Coupe du monde
| - 2003 - 1er de la vitesse par équipes à Aguascalientes - 2004 - 3e de la vitesse par équipes à Manchester - 2004-2005 - 1er de la vitesse par équipes à Sydney - 3e du kilomètre à Sydney - 2005-2006 - 1er de la vitesse par équipes à Los Angeles - 2e du kilomètre à Sydney - 2e de la vitesse par équipes à Sydney - 3e du kilomètre à Los Angeles - 2006-2007 - 1er du kilomètre à Los Angeles - 2e de la vitesse par équipes à Los Angeles - 2e du kilomètre à Manchester - 2007-2008 - 1er de la vitesse par équipes à Copenhague - 1er du kilomètre à Copenhague - 1er du kilomètre à Pékin - 2e de la vitesse par équipes à Pékin - 2e de la vitesse par équipes à Los Angeles - 2008-2009 - 1er du keirin à Manchester - 1er de la vitesse par équipes à Pékin - 2e du kilomètre à Pékin - 2e de la vitesse par équipes à Copenhague - 3e du keirin à Melbourne | - 2009-2010 - 1er de la vitesse par équipes à Cali (avec Teun Mulder et Kévin Sireau ) - 2e du kilomètre à Cali - 3e de la vitesse à Pékin - 2010-2011 - Classement général du kilomètre - 1er du kilomètre à Pékin - 1er de la vitesse par équipes à Pékin (avec Kévin Sireau et Michaël D'Almeida) - 2e du keirin à Cali - 2011-2012 - 1er du kilomètre à Cali - 1er du keirin à Pékin - 2e du keirin à Cali - 2012-2013 - 2e de la vitesse par équipes à Aguascalientes - 3e du keirin à Aguascalientes - 2013-2014 - 1er du keirin à Manchester - 1er du kilomètre à Aguascalientes - 2016-2017 - 2e du keirin à Cali - 2017-2018 - 2e de la vitesse par équipes à Santiago |

### Championnats d'Europe
| Édition / Épreuve                 | Kilomètre | Keirin | Vitesse individuelle | Vitesse par équipes                        | Omnium sprint |
| Fiorenzuola d'Arda 2001 (juniors) |           |        |                      | Or (avec Mathieu Mandard et Mickaël Murat) |               |
| Büttgen 2002 (juniors)            | Or        |        | Argent               | Argent                                     |               |
| Moscou 2003 (espoirs)             |           |        |                      | Or (avec Grégory Baugé et Mathieu Mandard) |               |
| Valence 2004 (espoirs)            | Or        |        |                      |                                            |               |
| Athènes 2006 (espoirs)            | Argent    |        |                      | Argent                                     |               |
| 2007                              |           |        |                      |                                            | Argent        |
| 2008                              |           |        |                      |                                            | Bronze        |
| 2009                              |           |        |                      |                                            | Argent        |
| Pruszków 2010                     |           |        |                      | Argent                                     |               |
| Apeldoorn 2011                    |           | Bronze |                      | Argent                                     |               |
| Apeldoorn 2013                    |           | Bronze |                      | Argent                                     |               |
| Granges 2015                      |           | Argent |                      |                                            |               |
| Glasgow 2018                      |           |        |                      | Argent                                     |               |

### Championnats de France
| - 2002 - Champion de France de vitesse juniors - Champion de France du kilomètre juniors - 2003 - Champion de France de vitesse espoirs - 2e du kilomètre espoirs - 2004 - 2e de la vitesse espoirs - 2005 - Champion de France du kilomètre - 2006 - Champion de France du kilomètre - Champion de France de vitesse espoirs - 2e de la vitesse par équipes - 2007 - Champion de France du kilomètre - 3e du keirin - 2009 - Champion de France du kilomètre - 2012 - Champion de France de vitesse - 2e du kilomètre | - 2013 - Champion de France de vitesse - Champion de France du kilomètre - 2e du keirin - 2014 - Champion de France du keirin - Champion de France du kilomètre - 2015 - Champion de France du keirin - 2e de la vitesse - 2017 - Champion de France du kilomètre - 2019 - 3e du kilomètre |

## Record
François Pervis détient le record de la montée cycliste départ arrêté de la rue Gazonfier, située au Mans, en 44 secondes à vélo de route VTT. Cette côte, qui monte à 18 % en moyenne sur 300 m dont 100 m à 20,2 %, accueille de nombreuses courses cyclistes. 

## Distinctions
- Il est nommé chevalier de la Légion d'honneur par décret du 18 avril 2014, en même temps que Renaud Lavillenie[37].